# Masteria caeca
Espèce
Synonymes
- Accola caeca Simon, 1892

Masteria caeca est une espèce d'araignées mygalomorphes de la famille des Dipluridae.

## Distribution
Cette espèce est endémique de Luçon aux Philippines. Elle a été découverte dans la grotte d'Antipolo.

## Description
Cette espèce troglobie est anophtalme.

## Publication originale
- Simon, 1892 : Arachnides. Étude sur les Arthropodes cavernicoles de île Luzon, Voyage de M. E. Simon aux îles Philippines (Mars et avril 1890). Annales de la Société Entomologique de France, vol. 61, p. 35–52 (texte intégral).